# Triremă

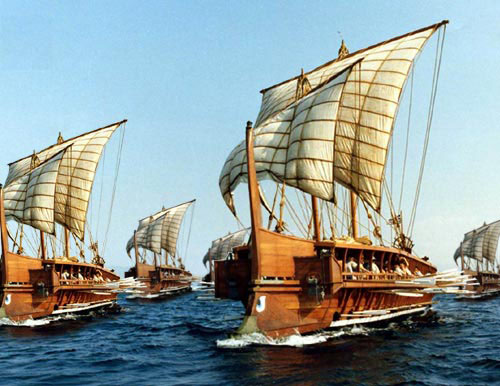
Flotă de trireme (reconstituire)

Trirema (din latină triremis „cu trei rânduri de rame”), sau triera (din greacă veche τριήρης, triērēs,, „trei rânduri de vâslași”), era o navă de război din antichitate, cu trei rânduri de rame suprapuse, de tip galeră, care a fost folosită de vechile civilizații maritime din Marea Mediterană, în special de fenicieni, grecii antici și romani.
Numele triremei provine de la cele trei rânduri de rame din fiecare bord, cu câte un vâslaș la fiecare ramă. La început, trirema a fost o dezvoltare a penteconterei, o veche navă de război cu un singur rând de 25 de rame pe fiecare parte, și a biremei (în greacă veche διήρης, diērēs), o navă de război cu două rânduri de rame în fiecare bord, de origine feniciană. Fiind o navă rapidă și manevrabilă, trirema a dominat teatrele de luptă din Marea Mediterană în perioada dintre secolul al VI-lea î.Hr. și secolul al IV-lea î.Hr., după care a cedat rolul dominant unor nave cu tonaj mai mare („quadrireme” și „quinquereme”). Triremele au jucat un rol vital în Războaiele Medice, crearea imperiului maritim atenian, și decăderea acestuia în urma Războiului Peloponesiac.
Termenul „triremă” este uneori folosit și pentru referire la galera medievală cu trei rânduri de vâslași pe fiecare parte a navei.
Istoricii moderni au opinii diferite cu privire la proveniența triremei, Grecia Antică sau Fenicia, și la datarea dezvoltării acestei vechi nave de luptă.

## Istorie

### Origini

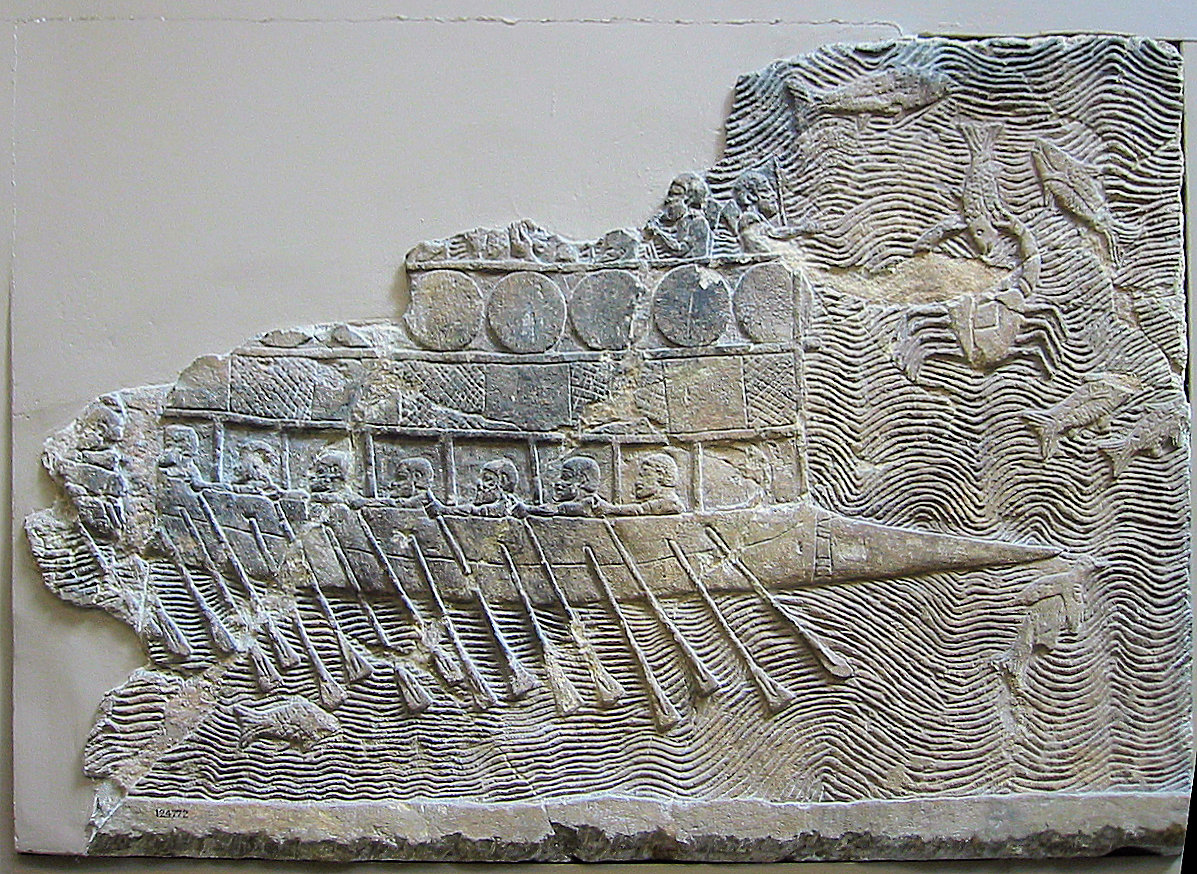
Navă de război feniciană cu două rânduri de vâsle, basorelief din Ninive, ca. 700 î.Hr.

Reprezentări pe vase de ceramică, sau pe fragmente din acestea, ale unor nave cu două rânduri de vâsle (bireme), sunt frecvente începând cu secolul al VIII-lea î.Hr.
În secolul al II-lea, Clement al Alexandriei, bazându-se pe scrieri anterioare, atribuie în mod explicit inventarea triremei sidoniților. Potrivit lui Tucidide, trirema a fost introdus în Grecia antică de către corintieni, în secolul al VIII-lea î.Hr. corintianul Ameinocles construind patru astfel de nave pentru cei din Samos. Acest lucru a fost interpretat de către autorii de mai târziu, Plinius cel Bătrân și Diodor din Sicilia, ca o dovadă că trirema ar fi fost „inventată” în Corint, dar cercetătorii moderni consideră că apariția triremelor este anterioară celor relatate de Tucidide, cel mai probabil acest tip de navă avându-și originea în Fenicia.

### Utilizare timpurie și dezvoltare

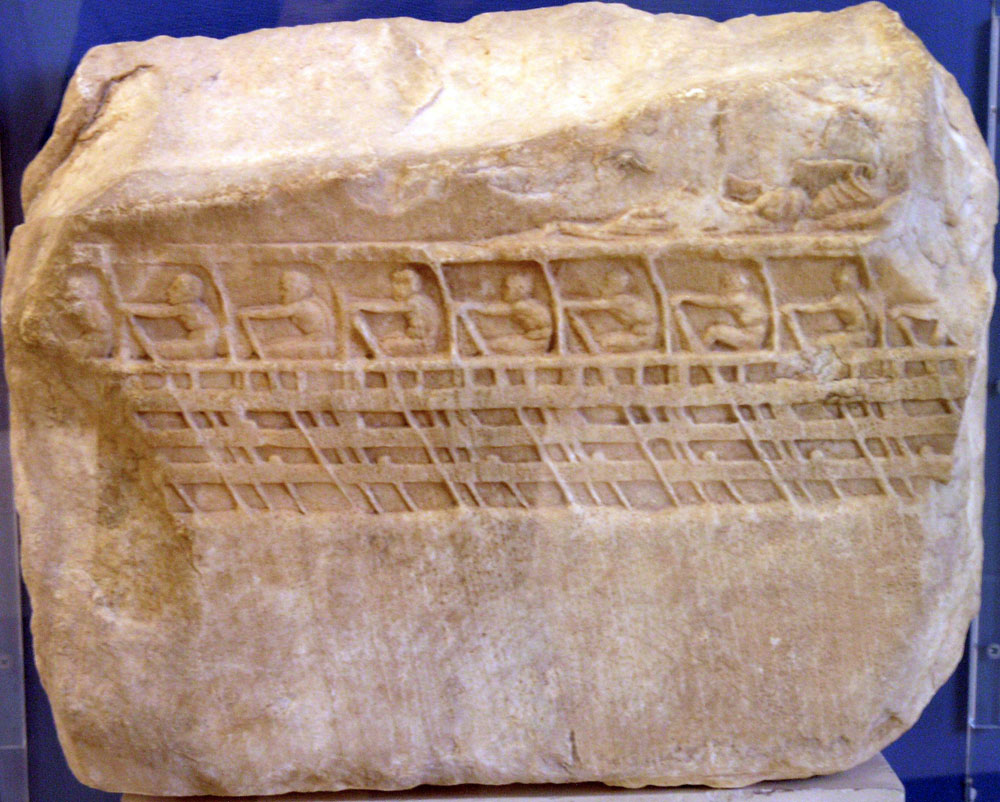
Relief descoperit în 1852 la Acropole, reprezentând vâslași de pe o triremă ateniană, ca. 410 î.Hr.

Herodot menționează că faraonul egiptean Neco al II-lea (610-595 î.Hr.) a construit trireme pentru navigația pe Nil, Marea Mediterană și Marea Roșie, dar această relatare este contestată de istoricii moderni și atribuită unei confuzii, deoarece în secolul al V-lea î.Hr. „triērēs” era folosit în sens generic de „navă de război”, indiferent de tipul acesteia. Prima referire certă la utilizarea triremelor în luptele navale datează din anul 525 î.Hr., când, potrivit lui Herodot, tiranul Policrate din Samos a fost în măsură să contribuie cu 40 de trireme la forța persană de invazie a Egiptului (Bătălia de la Pelusium). Tucidide arată în mod clar că în perioada Războaielor Medice majoritatea navelor grecești aveau vâslașii așezați pe două niveluri (penteconterele și ploia makrá - „navele lungi”).
Prima bătălie navală importantă în care au fost implicate triremele a fost Bătălia de la Lade⁠(en)[traduceți] (494 î.Hr.), din timpul Revoltei Ioniei⁠(en)[traduceți], în care flota polisurilor ioniene a fost învinsă de către flota persană compusă din escadre feniciene, cariene, cipriote și egiptene.

### În perioada războaielor persane

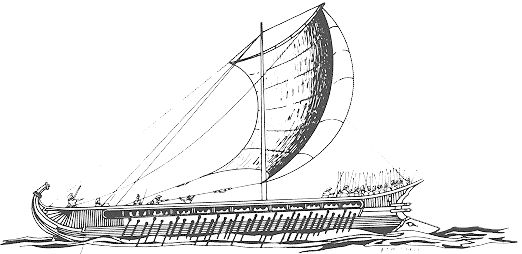
O triremă greacă

La începutul secolului al V-lea î.Hr. flota ateniană nu poseda decât câteva trireme, ea bazându-se în principal pe pentecontere și triacontere.. Implicarea într-un conflict cu  insula vecină Aegina, care poseda o flotă redutabilă, a făcut ca autoritățile din Atena să înceapă construcția a 200 de trireme, folosind în acest scop veniturile de la minele de argint nou descoperite din Laurion.
Prima ciocnire a noii flote ateniene cu forțele navale persane a fost Bătălia de la Artemisium (480 î.Hr.), în care ambele părți au suferit mari pierderi, lupta terminându-se indecis. Bătălia navală decisivă a avut loc la Salamina, unde flota de invazie a lui Xerxes a fost învinsă în mod decisiv, această bătălie marcând punctul culminant al celei de-a doua invazii persane a Greciei. Un an mai târziu, în august 479 î.Hr., simultan cu Bătălia de la Plateea, ultima bătălie terestră din cadrul Războaielor medice, flota aliaților greci repurta o victorie decisivă împotriva flotei persane în Bătălia de la Mycale. Dubla victorie din bătăliile de la Plateea și Mycale a marcat încheierea invaziilor Imperiului Persan în Grecia continentală, aliații greci reluând apoi ofensiva împotriva perșilor, dar de data aceasta în insulele Mării Egee și în Asia Mică.
După victoriile navale de la Salamina și Mycale, orașele din Ionia au fost eliberate și în anul 478 î.Hr. a fost înființată Liga de la Delos, sub egida Atenei. Treptat, predominanța Atenei a transformat această ligă într-un eficient „imperiu atenian”. Sursa și fundamentul puterii ateniene consta din puternica sa flotă militară, compusă din peste 200 de trireme. Aceasta, nu numai că i-a asigurat controlul Mării Egee și loialitatea aliaților, ci și a protejat rutele comerciale și transporturile de cereale de la Marea Neagră, care asigurau aprovizionarea populației orașului. În plus, deoarece a oferit locuri de muncă permanente pentru cei mai săraci cetățeni ai orașului, flota a jucat un rol important în menținerea și promovarea noii forme de democrație ateniene. Puterea maritimă a Atenei este primul exemplu de „talazocrație” din istorie. Alte mari puteri navale ale epocii erau, în acea perioadă, Siracuza, Corfu și Corint.

### În timpul războiului peloponesiac
Triremele au jucat un rol crucial în timpul războiului peloponesiac, desfășurat în perioada 431-404 î.Hr. între Liga peloponesiacă (dominată de Sparta) și Liga de la Delos (în fruntea căreia se afla Atena), război determinat de lupta pentru hegemonie în Grecia antică.
Dacă Sparta se baza îndeosebi pe armata sa terestră compusă din redutabilii hopliți, puterea Atenei și a aliaților săi se datora flotei militare, triremele jucând pe atunci rolul navelor de linie din epoca modernă. Cu toate succesele spartanilor în luptele duse pe uscat, aceștia și-au dat seama că nu pot cuceri Atena, foarte bine protejată de zidurile sale. Nici o strategie de asediu pe termen lung nu avea sorți de izbândă, atâta vreme cât Atena rămânea „stăpâna mării”, iar prin dublele ziduri („zidurile lungi”) care o legau de portul Pireu avea acces neîngrădit spre căile navigabile care o uneau cu aliații ei. Însă, după ce Sparta a reușit să atragă Imperiul Persan ca aliat, a avut fondurile necesare pentru a construi noi escadre de nave de luptă necesare pentru a combate flota ateniană. Bătăliile navale în care au luptat escadre de trireme au fost esențiale în echilibrul de putere dintre Atena și Sparta. Atena a fost învinsă în cele din urmă din cauza dezastruoasei expediții din Sicilia, când a pierdut atât o mare parte din hopliții săi cât și cea mai mare parte din flota de trireme. Bătălia finală a fost cea de Aegos Potamos, Sparta și aliații ei impunând condiții dure Atenei învinse.

## Caracteristici

Carena navelor din lemn antice - detaliu constructiv.

### Dimensiuni
Dimensiunile la care ajunseseră penteconterele (30-35 m lungime) reprezintă aproape un maximum pentru o navă obișnuită, construită din lemn: la o lungime mai mare exista riscul ruperii chilei din cauza eforturilor ce apar în timpul navigației pe o mare agitată (îndeosebi în momentul în care prova și pupa se află pe crestele a două valuri succesive, iar mijlocul navei pe talpa valului). Dar pentru a mări viteza navei era nevoie de mai mulți vâslași. Pentru a se realiza acest scop, dar fără a lungi și mai mult coca, constructorii navali au ales soluția suprapunerii rândurilor de vâslași, rezultând tipurile de nave cu câte două rânduri suprapuse de rame (biremele, sau dierele) sau trei rânduri (triremele, sau trierele).
Săpăturile arheologice efectuate de Dragatsis și Wilhelm Dörpfeld, în 1880, în portul Zea din Pireu, care a fost principalul port militar al Atenei antice, au furnizat o descriere generală a triremei ateniene, care avea o lungime maximă de 40 m și o lățime maximă de 6 m. Aceste dimensiuni sunt confirmate de Vitruviu, care afirma că spațiul individual alocat fiecărui vâslaș era de 2 coți.; cum cotul doric era de cca 0,49 m, acest lucru conduce la o lungime a navei de aproximativ 37 m.

### Construcție
Metodele de construcție a navelor antice din lemn (printre care și triremele) diferă față de cele din la practica modernă. Construirea unei trireme era foarte scumpă, necesitând circa 6000 de zile de muncă/om pentru a o finaliza. Practica mediteraneeană era aceea de a construi în primul rând coca la exterior, iar coastele navei ulterior. Pentru consolidarea carenei hull erau utilizate cabluri (hypozōmata) montate în chilă și întinse prin intermediul unor vinciuri.
Un factor important, care influența designul unei trireme, era materialul lemnos disponibil pentru construcție. Cele mai des folosite esențe lemnoase erau pinul, bradul și cedrul. În primul rând, alegerea lemnului depindea de locul unde se construia trirema. Astfel, în Siria și Fenicia, triremele se confecționau din lemn de cedru, deoarece pinul (care este mai rezistent la degradare) nu era disponibil. Lemnul de brad era de asemenea folosit, deoarece este mai ușor decât lemnul de pin. Utilizarea combinată a pinului și bradului, pentru cadru și structura internă, reprezenta un compromis între durabilitate și greutate.
Triremele aveau nevoie de lucrări de întreținere relativ dese, cu scopul de a le menține flotabilitatea, ca înlocuirea de odgoane, vele, cârme, vâsle (parexereisiai) etc. De asemenea, carena unei trireme se putea îmbiba cu apă dacă este lăsată pe mare pentru prea mult timp. În scopul de a preveni acest lucru, se obișnuia ca navele să fie scoase din apă în timpul nopții, fiind trase pe plajele locale. Utilizarea esențelor ușoare de lemn permitea ca nava să poată fi trasă pe uscat de mai puțin de 140 de oameni. Dezavantajul tragerii pe uscat a triremelor, în timpul nopții, era acela că lăsa trupele vulnerabile la atacuri surpriză. Triremele bine întreținute aveau o durată de exploatare chiar și de 25 de ani. Astfel, în timpul Războiului peloponesiac, Atena a fost nevoită să construiască circa 20 de trireme pe an, pentru a menține flota sa de 300 de trireme (pierderile mari fiind cele cauzate de bătăliile navale, nu de uzura navelor).

#### Pintenul

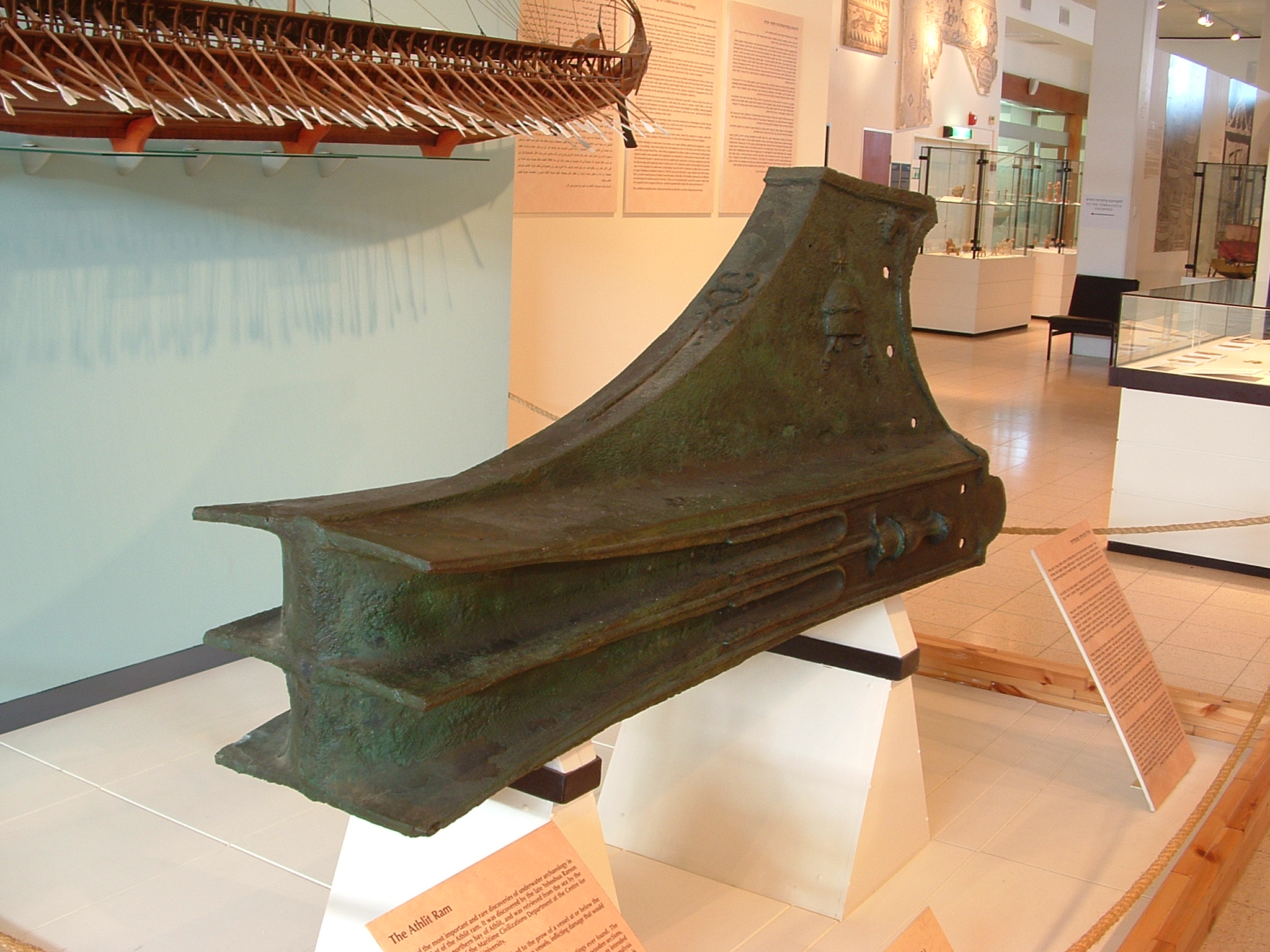
Pintenul unei trireme
din secolul al II-lea î.Hr.

Pe etrava triremei se fixa un pinten de bronz („rostru”), arma principală a acestui tip de navă de război, cu care se spărgea bordajul navelor inamice. Acest pinten era plasat la nivelul liniei de plutire, pentru a provoca daune cât mai mari navei adversarului, chiar pentru a o scufunda. Manevrele prin care se urmărea străpungerea bordajului navelor inamice au devenit o tactică generalizată pentru această navă agilă care era trirema.
Conform reprezentărilor de pe ceramica antică, la început pintenii aveau o formă conică, dar începând din secolul al VI-lea î.Hr., constructorii de nave din Samos montează pinteni în formă de rât de mistreț pe pentecontere, apoi și pe trireme. Pe monedele grecești antice apar diferite modele de astfel de pinteni: de formă conică, cu o lamă verticală, cu trei vârfuri sau mai sofisticate, cum ar fi „râtul de mistreț”. Greutatea acestor pinteni de bronz putea ajunge până la 200 kg.

#### Elementele decorative
Triremele erau decorate cu diverse ornamente și figuri pictate. Aceste decorațiuni erau utilizate atât pentru a arăta bogăția și puterea aristocratului care construise nava cât și pentru a o face înfricoșătoare pentru inamic. Portul de origine al fiecărei trireme era scos în evidență de către o statuie din lemn a unei zeități specifice, amplasată deasupra provei navei.
Un element decorativ specific triremei era „ochiul” (în greacă veche οφθαλμός, ophthalmos) pictat pe ambele laturi ale provei. Aceste elemente sunt menționate în inventarul triremelor din secolul al IV-lea î.Hr. De asemenea, aceste elemente decorative („ochii”) apar pe vasele ceramice din antichitate. Cea mai veche reprezentare de acest fel figurează pe cratèrul lui Aristonothos, găsit la Cerveteri, în Etruria, vas datat în prima jumătate a secolului VII î.Hr.

### Propulsie și performanțe

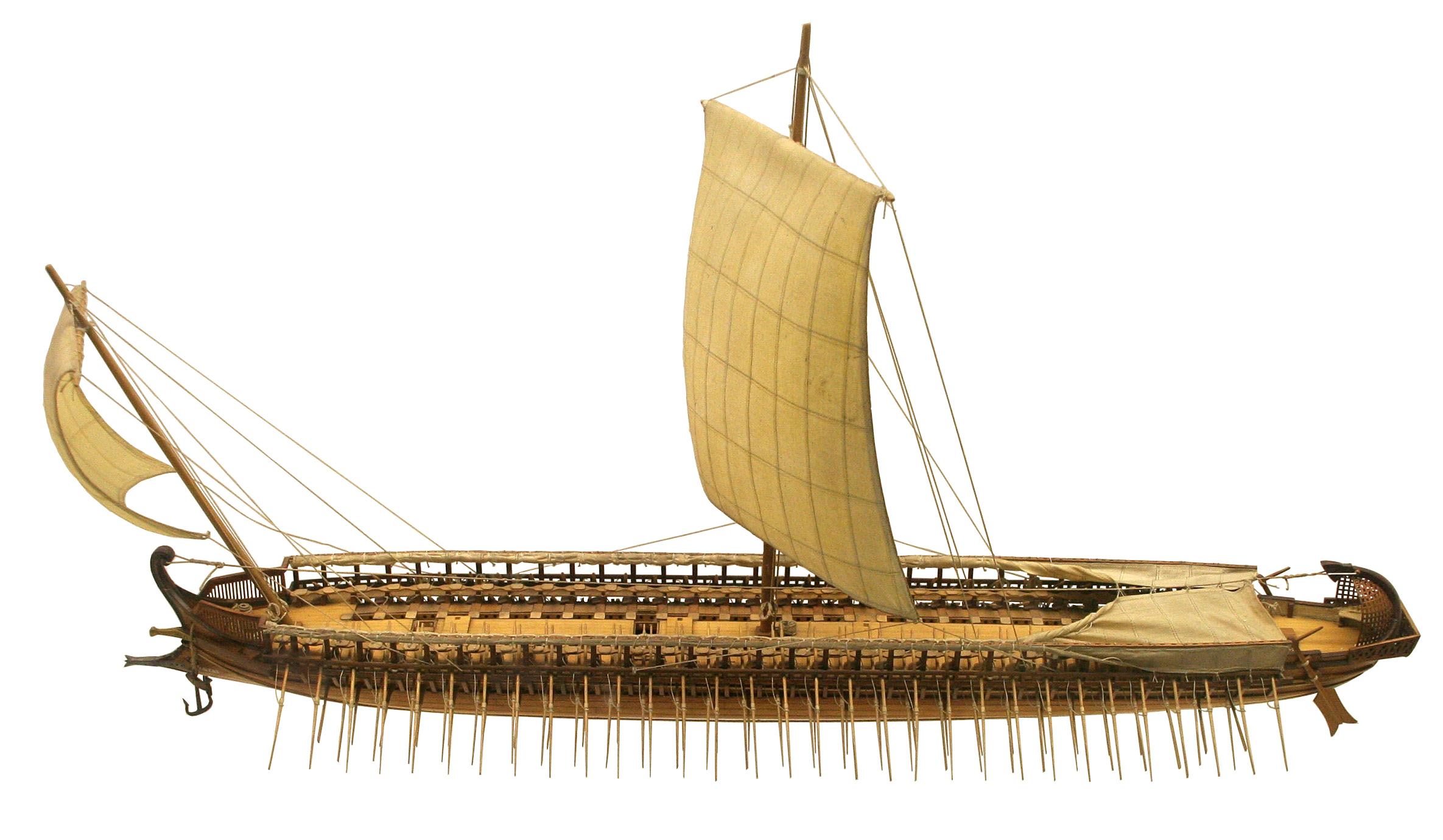
Triremă greacă (machetă)

Forța principală de propulsie provenea de la cele 180 vâsle (kōpai), aranjate pe trei rânduri, cu un om la fiecare vâslă. Tucidide consemnează că vâslașii corintieni își duceau „fiecare vâsla lui, pernița (hypersion) și lațul (legătura) pentru vâslă”. De asemenea, trirema avea două catarge: cel principal (histos megas) și un mic trinchet (histos akateios), ambele cu vele. Păstrarea direcției de navigație se făcea cu ajutorul a două vâsle mari de cârmă, una la tribord, cealaltă la babord.
Surse clasice indică faptul că trirema era capabilă să navigheze cu o viteză de cca. 6 noduri în regim de croazieră. Există, de asemenea, o referire a lui Xenofon care spune că o călătorie de la Bizanț la Heracleea Pontica dura o zi, ceea ce ar însemna o viteză medie de 7,37 noduri.
Totuși distanța pe care o trirema o putea acoperi într-o zi depindea mult de starea vremii și de gradul de agitație al mării. Într-o zi cu vreme bună, vâslașii, trăgând la rame circa 6-8 ore, puteau deplasa nava între optzeci și o sută de kilometri. Au fost și cazuri rare, în care un echipaj experimentat a fost în măsură să acopere o distanță dublă. Astfel, Tucidide menționează un caz excepțional în care o triremă a parcurs circa 300 km într-o singură zi. Comandanții triremelor erau însă conștienți de faptul că trebuiau să aibă grijă de condiția fizică a vâslașilor, menținând un ritm acceptabil, astfel încât echipajul să nu intre în luptă deja epuizat.

## Echipaj
Echipajul complet (plērōma) al unei trireme era de aproximativ 200 de oameni. Acesta era compus din cei 180 de vâslași (eretai), care asigurau propulsia navei motiv putere, și un detașament de circa 20 de luptători complet înarmați (hoplitēs, hopliți). Comandantul navei era trierarhul.
Unul dintre cele mai interesante aspecte referitoare la oamenii care compuneau echipajul unei trireme ateniene este faptul că și la bordul navei se regăseau convingerile democratice ale cetățenilor. Spre deosebire de echipajele galerelor romane și a celor medievale, vâslașii de pe triremele Atenei și ale altor cetăți din Ligii de la Delos nu erau sclavi, ci oameni liberi. Bogații și săracii vâsleau cot la cot, interesul civic făcându-i să treacă peste condițiile foarte grele de la bordul navei. Instruirea echipajelor era de o mare importanță, coeziunea perfectă a acestora în timpul manevrelor dificile din timpul unei bătălii navale putându-se obține doar prin exerciții repetate de foarte multe ori. În discursul său către atenieni, dinaintea începerii războiului peloponesiac, Pericle afirma: „dacă o meserie necesită vreo pregătire tehnică, aceea este cea de marinar. Ea nu admite să fie practicată la întâmplare, ca o activitate complementară, ci dimpotrivă, nicio activitate complementară nu e compatibilă cu ea”. Membrii echipajelor triremelor ateniene primeau o soldă zilnică, al cărei cuantum varia (în funcție de disponibilitățile tezaurului public) de la 2 oboli la o drahmă (6 oboli).
În timpul războiului peloponesiac, în flota ateniană au existat și câteva variante atipice de trireme. O variantă a folosit un număr mult mai redus de vâslașilor, astfel încât nava să fie utilizată ca un transportor de trupe. Vâslașii ocupau numai rândul superior de bănci, în timp ce restul spațiului de sub ei era ocupat de hopliți. O altă variantă era adaptată pentru transportul cailor: existau numai 60 de vâslași, lăsându-se restul spațiului navei pentru cai (flota ateniană a avut circa zece astfel de nave).

### Trierarhul
Căpitanul navei era trierarhul (triērarchos). De obicei acesta era un cetățean bogat (din clasa pentakosiomedimoi) și era responsabil pentru armarea și întreținerea navei pe o perioadă de cel puțin un an. Nava în sine aparținea însă cetății.
Trierarhia (triērarchia) era una dintre funcțiile importante  din Atena antică, aceasta fiind introdusă la inițiativa lui Temistocle. Instituția trierarhiei era un sistem mixt de a construi nave, în care statul atenian avea doar o anumită participare, iar un cetățean particular (trierarhul), care dispunea de fonduri suficiente pentru completarea cheltuielilor de construcție, avea obligația de a lansa la apă corabia cu tot ce era necesar unei nave de război. De asemenea, trierarhul răspundea de întreținerea navei, precum și de instruirea echipajului și de hrana acestuia.
Deși oferea un mare prestigiu, instituția trierarhiei constituia însă o mare povară financiară, astfel că, începând din secolul al IV-lea î.Hr., această funcție a fost de multe ori îndeplinită în comun de către doi sau mai mulți cetățeni.

### Echipajul de punte
Echipajul de punte (hypēresia) era condus de către timonierul triremei (kybernētēs), care întotdeauna era un marinar cu experiență și de multe ori avea calități reale de comandant de navă. Alți membri ai echipajului de punte erau: marinarul de veghe sau observatorul de la provă (prōreus sau prōratēs), șeful de echipaj (keleustēs), intendentul (pentēkontarchos), meșterul constructor de nave (naupēgos), flautistul (aulētēs) care imprima ritmul vâslirii și doi supraveghetori (toicharchoi) care se ocupau de vâslașii de pe cele două borduri ale navei.

### Vâslașii

Poziția și unghiul ramelor pe o triremă

Contrar percepției populare, în flotele militare din Grecia antică echipajele de vâslași nu erau compuse din „sclavi la galere”, ci din oameni liberi. În cazul Atenei, serviciul pe navele de război făcea parte integrantă a serviciului militar prestat de cetățenii din clasele de jos, thētai (theți⁠(en)[traduceți]); uneori metecii⁠(en)[traduceți] și periecii erau și ei acceptați în echipaje.
Vâslașii erau fost împărțiți, în funcție de pozițiile lor de pe navă, în thranitai, zygitai și thalamitai. Pe o triremă ateniană standard, aceștia erau poziționați astfel:
- 62 thranitai pe rândul de sus (thranos însemnând „punte”). Ei vâsleau prin parexeiresia, un suport care permitea includerea de-al treilea rând de rame, fără o creștere semnificativă în înălțime și pierderea stabilității navei. Lor li se cerea o putere și o sincronizare mai mare decât vâslașilor de pe celelalte două rânduri.[47] Deoarece aveau cele mai lungi și mai grele vâsle, erau considerați ca fiind cei cu munca cea mai grea; Aristofan folosește expresia „gloata traniților” pentru a desemna lumea măruntă a Atenei din care proveneau aceștia.[41]
- 54 zygitai pe rândul din mijloc, numiți astfel după grinzile (zygoi) pe care stăteau.
- 54 thalamitai pe ultimul rând (thalamos înseamnând aa ține”). Poziția lor era cu siguranță cea mai incomodă, fiind așezați sub colegii lor și, de asemenea, expusă la apa ce putea intra prin orificiile prin care ieșeau vâslele, în ciuda utilizării askōma (o husă de piele ce proteja vâsla.[48]

Cei mai mulți dintre vâslași (108 170 - zygitai și thalamitai), din cauza modului de construcție al triremei, erau în imposibilitate de a vedea apa și, prin urmare, vâsleau orbește; astfel încât, coordonarea vâslitului cerea îndemânare și multă practică.

### Luptătorii
Pe trireme erau îmbarcați un număr variabil de luptători (epibatai), de obicei 10-20. Astfel, conform lui Plutarh, în Bătălia de la Salamina, fiecare triremă ateniană avea la bord 14 hopliți și 4 arcași (aceștia fiind de obicei mercenari sciți). Herodot povestește că în aceeași bătălie navele de pe Insula Chios aveau 40 de hopliți pe bord la Lade și că navele persane aveau un număr similar de luptători. Acest lucru reflectă practici diferite între atenieni și alte flote, mai puțin profesioniste: flota de trireme ateniană se baza pe viteză și manevrabilitate, fiind favorizată de echipajele bine instruite, în timp ce flotele altor state se bazau pe un număr cât mai mare de luptători îmbarcați, în detrimentul vitezei de deplasare.
În luptă, când două trireme inamice ajungeau să se apropie bord la bord, luptătorii își lansau mai întâi sulițele, apoi încercau să sară pe puntea navei inamice și să lupte corp la corp, cu săbiile. Cârligele lungi serveau atât ca armă cât și pentru remorcarea navele avariate (aliate sau inamice) înapoi la mal. Deoarece prezența prea multor hopliți înarmați pe punte putea duce la instabilitatea navei, aceștia stăteau în mod normal așezați, ridicându-se numai în momentul în care era abordată nava inamică.
Hopliții, care de obicei aparțineau claselor sociale de mijloc, aveau un statut la bordul navei situat imediat după trierarh.

## Tactici de luptă
În lumea antică, luptele navale se bazau îndeosebi pe două tactici de luptă: lovirea directă a navei inamice cu pintenul din provă și abordarea.
Utilizarea balistelelor și a catapultelor instalate pe puntea navei a fost destul de răspândită, mai ales în ultimele secole ale mileniului I î.Hr., dar limitările tehnice inerente au făcut ca acestea să nu poată juca un rol decisiv în luptă.
Tactica de lovire directă a navei inamice cu pintenul din provă pentru a provoca daune cât mai mari navei adverse, chiar de a o scufunda, presupunea manevre foarte bine coordonate. Metoda preferată de atac era aceea de a veni spre pupa navei inamice, dar nu direct, ci din lateral, cu scopul de a crea nu doar o singură spărtură în coca acesteia ci de o rupe pe o lungime cât mai mare posibil. Viteza necesară pentru un impact de succes depinde de unghiul de atac; cu cât unghiul este mai mare, cu atât este mai mică viteza necesară. La un unghi de 60 de grade, o viteză de 4 noduri era suficientă pentru a penetra coca navei adverse, în timp ce la un unghi mai mic, de 30 de grade, viteza necesară ar fi fost de 8 noduri. Dacă dintr-un motiv oarecare ținta era în mișcare în direcția atacatorului, chiar și o viteză de impact mai mică era suficientă, mai ales dacă lovitura cu pintenul era reușită chiar la mijlocul navei atacate. O altă metodă de atac era lovirea bord-la-bord a navei inamice, după ce în prealabil ramele de la bordul de atac fuseseră retrase în interiorul triremei; în acest fel erau rupte ramele (vâslele) navei adverse care rămânea imobilizată și putea fi astfel mult mai ușor distrusă.
Tactica de luptă prin abordarea navei inamice era aceeași ca și înainte de apariția triremelor: când două nave adverse ajungeau să se apropie suficient, luptătorii își lansau mai întâi sulițele, apoi încercau să sară pe puntea navei inamice și să lupte corp la corp, cu săbiile. Deoarece triremele îmbarcau doar un număr mic de hopliți și arcași, atunci când se ajungea la o luptă decisivă de acest gen se apela și la vâslași pentru lupta corp la corp.
Escadrele de trireme foloseau mai multe tactici de grup. Astfel, periplous (însemnând în greaca veche „navigare împrejur”) presupunea învăluirea sau chiar încercuirea inamicului, astfel încât navele acestuia să poate fi atacate din spate, unde erau mai vulnerabile. Diekplous („navigare direct prin”) implica o șarjă concentrată astfel încât să se facă o breșă în linia navelor inamice, prin care triremele puteau să treacă și apoi să vireze și să atace din spate navele adversarului. Periplous și Diekplous erau tactici ofensive. Ca tactici defensive erau folosite kyklos „cercul”) și mēnoeidēs kyklos („semicercul”; literal, „în formă de semilună”) pentru a se contracara manevrele ofensive ale escadrei inamice. În toate aceste tactici și manevre navale, factorul decisiv era capacitatea de a vâsli mai repede și de a vira mai rapid decât adversarul.
O tactică specială era și aceea de a surprinde navele inamice trase la țărm și cu echipajele debarcate pentru aprovizionare sau odihnă. Lupta navală se transforma astfel într-o luptă terestră, în care atacanții aveau avantajul elementului-surpriză. Probabil cel mai celebru caz îl reprezintă confruntarea finală din Războiul peloponesiac, când, în Bătălia de la Aigos Potamos (405 î.Hr.), generalul spartan Lýsandros⁠(en)[traduceți] a simulat o retragere a flotei sale, apoi, spre sfârșitul zilei a revenit surprinzând flota ateniană acostată și cu echipajele debarcate. Victoria spartanilor în lupta de pe uscat a fost zdrobitoare, fiind urmată de masacrarea celor circa 3.000 de prizonieri atenieni.

### Victime
Bătăliile navale din antichitate se soldau de obicei cu numeroase victime, îndeosebi din rândurile celor învinși,
Odată ce o bătălie navală era în curs de desfășurare, apăreau numeroase moduri, pentru cei implicați, în care își găseau sfârșitul. Înecul era probabil cel mai comun mod pentru ca un membru al echipajului să piară. Odată ce o triremă era lovită decisiv cu pintenul de către o corabie inamică, urma panica care îi cuprindea pe oamenii prinși sub punte, cărora le era necesară o perioadă de timp destul de lungă pentru a găsi o cale de salvare. De asemenea, vremea nefavorabilă (furtună, valuri mari) scădea foarte mult șansele de supraviețuire ale echipajului, ceea ce putea duce la o situație dezastruoasă, așa cum s-a întâmplat în bătălia de la Capul Athos din anul 411 î.Hr., unde doar 12 oameni au fost salvați de pe navele scufundate. În bătălia navală de la Salamina se estimează că au murit circa 40.000 de perși și aliați ai acestora. În timpul Războiului peloponesiac, după Bătălia de la Arginusae⁠(en)[traduceți] (406 î.Hr.), șase trierarhi atenieni au fost executați pentru faptul că nu au salvat câteva sute de oameni de-ai lor care se agățaseră de epavele din apă.
Dacă cei învinși scăpau de la înec, putea fi însă luați prizonieri de către inamic, care îi supuneau de multe ori unor tratamente foarte dure. În Războiul peloponesiac, au fost cazuri în care echipajele capturate au fost aduse la mal iar membrii acestora au fost mutilați prin tăierea degetelor de la mâna dreaptă (pentru a nu mai putea vâsli din nou). Într-o imagine de pe un vas ceramic din secolul al V-lea î.Hr. sunt înfățișați prizonieri legați, aruncați în mare și împinși sub suprafața apei cu ajutorul sulițelor.

## Modificări ulterioare

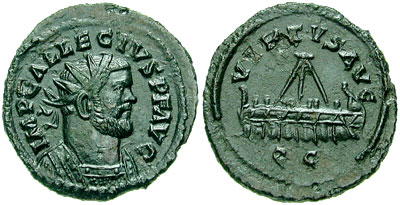
Monedă romană romană din sec. III înfățișând o triremă (pe revers).

În perioada elenistică, trirema, care dominase teatrele de luptă din Marea Mediterană în secolele VI - IV î.Hr., a fost înlocuită cu nave de luptă cu un deplasament mai mare: „quadrireme” și „quinquereme”.
Numărul maxim de bănci pentru vâslași a rămas tot de trei pe fiecare bord, ca și la trireme, dar fiecare ramă era mânuită de mai mulți vâslași.
Principalul motiv al acestei evoluții a fost creșterea grosimii pereților laterali ai carenei pentru o mai bună protecție împotriva atacurilor navelor inamice prin izbire cu pintenul din provă. Creșterea numărului de vâslași de pe fiecare navă a dus inevitabil la utilizarea unor echipaje mai puțin instruite; ne mai fiind suficienți oameni liberi, s-a ajuns la folosirea sclavilor ca vâslași (practică ce s-a prelungit și la galerele din Evul Mediu).
Totuși, trirema a continuat să fie o navă de bază pentru flotele statelor mai mici până spre sfârșitul antichității. În timp ce regatele elenistice și-au permis să dezvolte quinqueremele și chiar nave mai mari, coloniile vechilor polisuri grecești nu puteau să întrețină decât flote de trireme. Chiar și marile puteri navale din antichitatea postclasică (Siracuza, Cartagina și chiar Roma au utilizat în continuare și trireme în flotele lor de război, acestea fiind încă destul de eficiente împotriva navele grele, datorită bunei lor manevrabilități.
Trirema a dispărut practic la începutul Evului Mediu, noile nave de luptă dezvoltându-se pe două direcții: nave mai mari și mai solide, bine înarmate (cum a fost dromonul bizantin, care avea un castel central de lemn, acoperit cu piele și uneori cu plăci metalice, și era echipat cu baliste, catapulte și aruncătoare de foc grecesc) sau nave capabile să navigheze în orice condiții meteorologice și pe distanțe foarte mari (cum a fost drakkarul cu care vikingii străbăteau mările dimprejurul întregii Europe și se aventurau chiar și pe Oceanul Atlantic).